# (2620) Santana
(2620) Santana est un astéroïde de la ceinture principale.

## Description
(2620) Santana est un astéroïde de la ceinture principale. Il fut découvert par Zdeňka Vávrová le 3 octobre 1980 à l'observatoire Kleť. Il présente une orbite caractérisée par un demi-grand axe de 2,858 UA, une excentricité de 0,0702 et une inclinaison de 3,086° par rapport à l'écliptique.
Il fut nommé en hommage au chanteur et guitariste américain Carlos Santana.

## Compléments